# Jarno Vanfrachem
Jarno Vanfrachem (né le 8 mars 1975 à Louvain,) est un coureur cycliste belge, actif dans les années 1990 et 2000.

## Biographie
Après de bons résultats au niveau amateur, Jarno Vanfrachem passe professionnel en 1997 dans la structure Vlaanderen 2002. Pour sa première avec l'équipe, il prend la deuxième du Ronde van Zuid-Holland. Il décroche également deux tops dix au sprint sur des étapes du Tour de l'Avenir. L'année suivante, il obtient quelques podiums dans des kermesses belges. Il redescend ensuite chez les amateurs, où il continue sa carrière. Durant cette période, il devient champion de Belgique des élites sans contrat en 2001 et en 2003. Il brille par ailleurs sur diverses éditions du Tour de Namur et du Tour du Brabant flamand.

## Palmarès
- 1991
  - 2e du championnat du Brabant sur route débutants
  - 3e du championnat de Belgique de course aux points débutants
- 1992
  - 2e du championnat de Belgique de l'omnium débutants
- 1993
  - 4e étape du Dusika Jugend Tour
- 1996
  - 2e de l'Omloop der Vlaamse Gewesten
  - 3e du Circuit Het Volk espoirs
- 1997
  - 2e du Ronde van Zuid-Holland
- 1998
  - 2e du Grand Prix de la ville de Vilvorde
  - 3e du Tour de la Haute-Sambre
- 2000
  - Zellik-Galmaarden
  - 1re étape du Tour de Namur
  - 1re étape du Tour du Brabant flamand
  - 2e du Zesbergenprijs Harelbeke
  - 2e du Grote Prijs De Immotheker
  - 3e de Bruxelles-Zepperen
  - 3e du Dorpenomloop Rucphen
- 2001
  -  Champion de Belgique des élites sans contrat
  - Grote Prijs De Immotheker
  - 3e étape du Tour de Namur
  - 1re étape du Tour du Brabant flamand
  - 2e du Grand Prix du Haut-Escaut
  - 3e du Grand Prix Beeckman-De Caluwé
- 2002
  - Tour du Brabant flamand  :
    - Classement général
    - 1re étape

  - 6e étape du Tour de Namur
  - 2e du Championnat des Flandres amateurs
- 2003
  -  Champion de Belgique des élites sans contrat
  - 1re étape du Tour de Namur
- 2004
  - 2e étape du Tour du Brabant flamand
  - 3e du De Drie Zustersteden